# Wojciech Kiedrowski
Wojciech Jan Kiedrowski (ur. 22 listopada 1937 w Gdyni, zm. 18 kwietnia 2011 w Kartuzach) – polski wydawca i redaktor, gorący popularyzator kaszubszczyzny.

## Życiorys
Ojciec Kiedrowskiego, Władysław, był sędzią i pasjonatem kultury kaszubskiej. Mieszkał na uboczu miasta, niedaleko obecnej Gdyni Głównej. Zginął w Piaśnicy w 1939 r. Krótko potem zmarła jego żona. Wojciech Kiedrowski przejął po ojcu zainteresowanie regionem. Dzięki księgozbiorom i archiwum ojca zetknął się m.in. z postacią Aleksandra Majkowskiego i jego twórczością. Ukończył szkołę podstawową w Somoninie oraz Gimnazjum i Liceum im. H. Derdowskiego w Kartuzach (1957). Zaczął studiować inżynierię wodną na Wydziale Budownictwa Wodnego Politechniki Gdańskiej, którą ukończył na początku 1961 r. Przez prawie 40 lat pracował w zawodzie, głównie w Gdańskim Przedsiębiorstwie Instalacji Sanitarnych, którego krótko (od 1994 r.) był nawet dyrektorem. Wcześniej prowadził też zajęcia na uczelni. 
Przez wiele lat działał w Zrzeszeniu Kaszubsko-Pomorskim. Przez 19 lat był redaktorem naczelnym „Pomeranii”. Wspólnie z żoną prowadził także Oficynę Wydawniczą CZEC. W 2007 r. ukazała się książka o nim, wydana przez jego przyjaciół, nosząca tytuł: Lew-Stolem-Budziciel. Był autorem wielu książek na temat Kaszub.

## Odznaczenia i nagrody
- Złoty Krzyż Zasługi (7 grudnia 2006)[3]
- Medal Stolema (1972)[1][4]
- Nagroda Prezydenta Miasta Gdańska w Dziedzinie Kultury za wkład włożony w kształtowanie wizerunku literackiego pisma społeczno-kulturalnego „Pomerania” oraz z okazji jubileuszu 40-lecia „Pomeranii” (2003)[5]